# Carol Heiss
Carol Elizabeth Heiss in Jenkins (New York, 20 gennaio 1940) è un'ex pattinatrice artistica su ghiaccio e attrice statunitense.
Vincitrice di cinque titoli mondiali consecutivi e campionessa olimpica nel singolo donne alle Olimpiadi invernali del 1960, fu la prima donna ad eseguire un doppio axel.

## Biografia
Cresciuta nel Queens, Carol Heiss iniziò a pattinare sul ghiaccio a sei anni. Allenata da Pierre Brunet, vinse il suo primo titolo nazionale giovanile nel 1951 a undici anni. Nel 1953, a soli tredici anni, fu seconda ai campionati statunitensi assoluti dietro a Tenley Albright, risultato che si ripeté per quattro anni consecutivi fino al 1956.
Nel 1956 Carol Heiss si qualificò per le Olimpiadi di Cortina, dove fu ancora una volta seconda dietro alla Albright. Poco settimane dopo però le posizioni si invertirono ai Campionati mondiali di pattinaggio di figura di Garmisch-Partenkirchen, dove la sedicenne Heiss riuscì finalmente a battere la più esperta Albright, aggiudicandosi il primo dei suoi cinque titoli mondiali consecutivi.

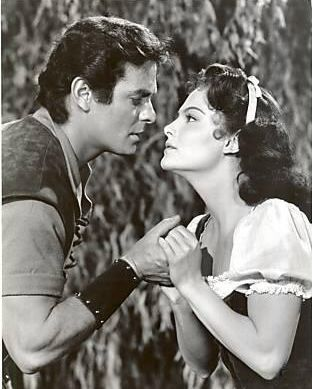
Carol Heiss in un manifesto promozionale del film Biancaneve e i tre compari

Dopo i Giochi Olimpici la Heiss ricevette offerte per passare al professionismo ed esibirsi in spettacoli sul ghiaccio, ma non le accettò per non perdere lo status da dilettante, nella speranza di esaudire il desiderio della madre Marie, morta di cancro nell'ottobre del 1956, che le aveva chiesto di vincere la medaglia d'oro ai Giochi olimpici. Dal 1957 al 1960 Carol Heiss dominò le competizioni di pattinaggio artistico femminile in patria e all'estero, vincendo ogni anno sia i campionati nazionali sia i campionati mondiali.
Nel 1960 i Giochi olimpici invernali fecero tappa negli Stati Uniti, a Squaw Valley in California, e Carol Heiss ne fu una delle protagoniste. Il 18 febbraio, nella cerimonia di apertura, fu chiamata a prestare il giuramento olimpico a nome di tutti gli atleti partecipanti ai Giochi. Pochi giorni dopo, il 23 febbraio, vinse la prima medaglia d'oro per gli Stati Uniti in quell'Olimpiade classificandosi prima, all'unanimità di tutti e nove i giudici, nel singolo femminile. Il 9 marzo venne organizzata in suo onore una parata nel centro di New York.
Al termine della stagione abbandonò le competizioni, ad appena vent'anni, per tentare la carriera di attrice cinematografica a Hollywood. Debuttò nel 1961 nel ruolo di Biancaneve in Biancaneve e i tre compari a fianco del famoso trio comico dei Three Stooges (i tre Marmittoni), ma la pellicola fu in realtà l'unico film della sua brevissima carriera. Si sposò con il collega Hayes Alan Jenkins, campione olimpico nel singolo maschile nel 1956, da cui ebbe tre figli. Carol Heiss Jenkins continuò a pattinare in spettacoli sul ghiaccio per un breve periodo, e si ritirò definitivamente nel 1962. Alla fine degli anni 1970 tornò al pattinaggio come allenatrice nella zona di Akron, in Ohio, dove abita. Tra i suoi allievi si segnalano Timothy Goebel, Tonia Kwiatkowski e Miki Andō.
La Heiss si distinse per essere una pattinatrice molto atletica. Nel 1953 fu la prima donna ad eseguire con successo un doppio axel. Un elemento caratteristico delle sue routine era una sequenza di axel singoli eseguiti alternando il senso di rotazione. Solitamente i pattinatori eseguono sia i salti sia le trottole nello stesso senso di rotazione (generalmente in senso antiorario per i pattinatori destri, in senso orario per i mancini), mentre la Heiss, curiosamente, eseguiva abitualmente i salti con rotazione oraria e le trottole con rotazione antioraria.
Nel 1976 fu inserita nella World Figure Skating Hall of Fame, la hall of fame internazionale del pattinaggio di figura.

## Palmarès
| Internazionali               | Internazionali | Internazionali | Internazionali | Internazionali | Internazionali | Internazionali | Internazionali | Internazionali |
| Evento                       | 1953           | 1954           | 1955           | 1956           | 1957           | 1958           | 1959           | 1960           |
| ---------------------------- | -------------- | -------------- | -------------- | -------------- | -------------- | -------------- | -------------- | -------------- |
| Giochi olimpici invernali    |                |                |                | 2°             |                |                |                | 1°             |
| Campionati mondiali          | 4°             |                | 2°             | 1°             | 1°             | 1°             | 1°             | 1°             |
| North American Championships | 2°             |                | 2°             |                | 1°             |                | 1°             |                |
| Nazionali                    |                |                |                |                |                |                |                |                |
| Campionati statunitensi      | 2°             | 2°             | 2°             | 2°             | 1°             | 1°             | 1°             | 1°             |

## Filmografia
- Biancaneve e i tre compari (1961)